# 哈利·普萊斯
哈利·普萊斯（英語：Harry Price，1881年1月17日—1948年3月29日），是一位英國靈魂學研究者和作家，他以調查靈異現象及揭發假靈媒聞名，其中最知名的事蹟是對埃塞克斯郡博爾利教區長館發生之靈異現象所做的一系列調查。
哈利·普萊斯的一生充滿爭議，在他的自傳裡充滿許多與事實不符，甚至前後矛盾的描述，在當代有許多人視他為騙徒。

## 早期生活
哈利·普萊斯出生於倫敦紅獅廣場附近，但他聲稱自己出生於施洛普郡。他曾在新十字區接受過教育。15歲時，普萊斯創立了卡爾頓戲劇協會 ，並撰寫了一部有關他與騷靈接觸的戲劇，他聲稱這是在施洛普郡發生的真實案例。
此外，年輕的普萊斯對太空電報、錢幣收集也有極高的興趣。他聲稱自己在電報山，哈真和布羅克利之間建立接收器和發射器，並在攝影板上捕捉到來自宇宙的訊號火花，然而這只是他的片面之詞，缺乏足夠的任何證據。在1941年至1942年間寫的自傳《尋找真理》(Search for Truth)中，普萊斯聲稱自己曾參與格林威治公園的考古發掘，但在早期關於格林威治的著作中，他卻否認參與相關工作。
1908年5月，普萊斯開始他對蘇塞克斯普爾伯勒地區的考古學研究。同年8月，他與未婚妻康斯坦斯·瑪麗·奈特搬遷至此並結婚。除了為紙商Edward Saunders＆Sons擔任推銷員之外，他還為蘇塞克斯當地的兩家報紙──西蘇塞克斯公報和南方周報撰稿。在文章中，他聲稱自己發掘許多文物，其中最具代表性的是一只古羅馬弗拉維烏斯·奧古斯都·霍諾留時期的銀錠。1910年，牛津大學教授E. J Haverfield宣稱該銀錠是贗品。

## 魔術
普萊斯曾受到一位名叫「神奇瑟瓜(The Great Sequah)」的舒茲伯利魔術師真傳，成為一名業餘魔術師，並於1922年加入同好組織魔法陣協會。對於魔術的專業知識，也使普萊斯的超常現象調查如魚得水。

## 靈魂學

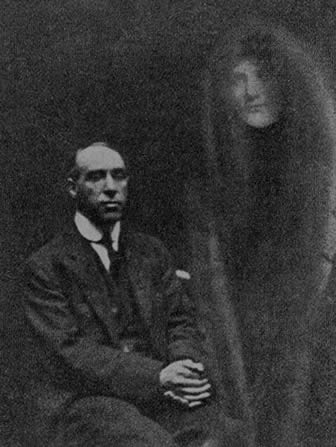
由「靈魂攝影師」威廉·霍普拍攝，普萊斯與「靈魂」的合照。

- 1920年，普萊斯加入美國靈魂學研究協會（英语：American Society for Psychical Research）（SPR）。他的魔術知識成為揭發假靈媒的重要工具。然而與當時一般魔術師不同的是，普萊斯認可了一些「真靈媒」。[7]

- 1922年，普萊斯揭發「靈魂攝影師」威廉·霍普（英语：William Hope）的騙局，使他在靈魂學研究方面取得首勝。[8][9]同年，他與艾瑞克·丁瓦（英语：Eric Dingwall）一起前往德國，並在慕尼黑的亞伯特·馮·斯德雷克·諾茲（英语：Albert von Schrenck-Notzing）家中調查威力·凱奈德（英语：Willi Schneider）。[10]

- 1923年，普萊斯揭發假靈媒尚·葛茲克（英语：Jan Guzyk）。

- 1926年，普萊斯成立國家靈魂學研究協會（英语：National Laboratory of Psychical Research），作為SPR的競爭對手。[11] 普萊斯與SPR有許多爭議，例如向靈媒付費以對其進行測驗。[12]

- 普萊斯向倫敦大學申請成立靈魂學研究團體，並使用國家實驗室及其圖書館的設備。倫敦大學靈魂學研究委員會對此提案作出積極回應。 1934年，國家靈魂學研究協會被重組為非官方機構的倫敦大學靈魂學調查委員會（英语：College of Psychic Studies）。由喬德（英语：C.E.M Joad）擔任主席，普萊斯擔任名譽秘書和編輯。 [13]

- 1927年，普萊斯聲稱自己取得喬安娜·索斯科特（英语：Joanna Southcott）的盒子，並在一位主教面前打開它:內容物只有一些瑣碎的物品，其中包括一張彩券和一把手槍。歷史學家和索斯科特的信徒對此提出強烈的質疑。[14][15]同年，普萊斯揭發弗雷德里克·坦斯利·蒙寧斯，該靈媒聲稱自己能發出包含尤利烏斯·凱撒和亨利八世等亡者的「靈音」。普萊斯發明一種稱為「語音控制記錄儀」的裝置，證明了這些「靈音」都是蒙寧斯一人裝出來的。1928年，蒙寧斯承認自己的騙行，並將他的供詞賣給一份週報。[16]

- 1933年，普萊斯於國家心理研究實驗室調查並揭發靈媒弗蘭克·德克爾（英语：Frank Decker (medium)）的騙局。[17]

- 1935年，普萊斯調查克拉嗤的「印度繩索魔術」以及庫達·布克斯（英语：Kuda Bux）的「火上行走能力」。他還參與了英國電影協會的成立，成為第一任主席（直到1941年）。他也是莎士比亞電影學會的創始成員。

- 1936年，普萊斯在肯特郡的梅龐（英语：Meopham）為英國廣播公司製作了一部有關鬧鬼莊園的影片，並出版《幽靈獵人的懺悔錄》和《卡辛角鬧鬼事件》。隔年，普萊斯重建鬼魂俱樂部，他自己擔任主席並進行現代化改造，將其從一個唯靈論協會轉變為懷疑論性質。

## 死亡
1948年3月29日，普萊斯在家中猝死，死因是突發的心臟病。
按照遺囑，普萊斯生前的資料被存放在倫敦大學，內容包括信件、出版物草稿、有關誹謗案的文件、調查報告、剪報和照片。他的遺產則用於建立哈里‧普萊斯魔法圖書館，用於收藏其遺留的13000件魔法相關藏書。該圖書館位於理事會大廈內。

## 評價
普萊斯在揭露騙局和調查超自然現象所做的貢獻，受到心理學家兼懷疑論者理查·懷斯曼的肯定。懷斯曼認為普萊斯「將科學運用在詭異的事物上......使靈媒開心，卻也激怒了部分信徒和懷疑論者。」舞台魔術師兼科學懷疑論者詹姆斯·蘭迪認為:「普萊斯做了許多有價值的研究，其中有些是真實的，有些則是『真實和虛假的混合』。」
靈魂學研究員勒內·海恩斯將普萊斯描述為「靈魂學史上最迷人，最引人矚目的人物」。科學作家瑪麗·羅奇在她的著作《幽靈：科學應對來世》中也提到普萊斯以縝密的調查手法揭穿神棍海倫‧鄧肯的騙局。
多數傳記作者對普萊斯採認同立場。理查·莫里斯（Richard Morris)在2006年的最新傳記中，認為普萊斯應該被後人銘記為「一個數一數二的騙徒、一個享樂主義者、一個了不起的藝術家、一個偉大的魔術師、一個天賦異稟的作家、一個神奇的怪人」。